# 萨尔特昂东济
萨尔特昂东济（法語：Salt-en-Donzy，法語發音：[salt ɑ̃ dɔ̃zi]）是法国卢瓦尔省的一个市镇，属于蒙布里松区。

## 地名
该地名中的“东济”（Donzy）来自拉丁语，意为“领主的土地”，并非区域名称。

## 地理
萨尔特昂东济（45°44'15"N, 4°17'20"E）面积8.93 平方千米，位于法国奥弗涅-罗讷-阿尔卑斯大区卢瓦尔省，该省份为法国中南部省份，北起顺时针与索恩-卢瓦尔省、罗讷省、伊泽尔省、阿尔代什省、上盧瓦爾省、多姆山省和阿列省接壤。
与萨尔特昂东济接壤的市镇（或旧市镇、城区）包括：瓦莱耶、弗尔、雅镇、圣巴泰勒米-莱斯特拉、萨尔维济内。
萨尔特昂东济的时区为UTC+01:00、UTC+02:00（夏令时）。

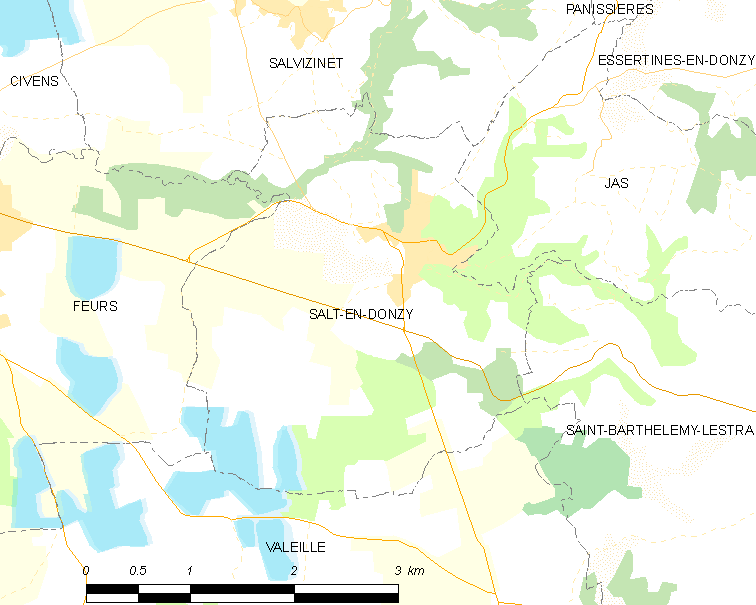
萨尔特昂东济的OSM定位图

## 行政
萨尔特昂东济的邮政编码为42110，INSEE市镇编码为42296。

## 政治
萨尔特昂东济所属的省级选区为弗尔县。

## 人口

1962-2008年间萨尔特昂东济人口变化图示

萨尔特昂东济于2022年1月1日时的人口数量为545人。